# Éva Izsák
Éva Izsák (nascida em 8 de setembro de 1967) é uma ex-ciclista húngara que competiu no ciclismo nos Jogos Olímpicos de Verão de 1992, representando a Hungria.